# رودلف فون گنیست
رودلف فون گنیست (انگلیسی: Rudolf von Gneist; ۱۳ اوت ۱۸۱۶ – ۲۲ ژوئیهٔ ۱۸۹۵) حقوقدان، علوم سیاسی، سیاستمدار اهل پادشاهی پروس بود.